# スペースシップ・カンパニー
スペースシップ・カンパニー（英語: The Spaceship Company (TSC) ）は、イギリスとアメリカの航空宇宙産業（Aerospace manufacturer）である。2005年半ばににバート・ルータンとリチャード・ブランソンによって設立され、ヴァージン・ギャラクティックが唯一の所有者になる2012年まで、ヴァージングループ（70％）とスケールド・コンポジッツ（30％）が共同所有していた。TSCは、ヴァージン・ギャラクティックのヴァージン宇宙船のプログラムによって開発されたテクノロジーを所有するために設立された。これには、ポール・アレンとバート・ルータンのモハーヴェ・エアロスペース・ベンチャーズからライセンス供与された、大気圏再突入システムとカンチレバーハイブリッドロケットモーターの開発が含まれる。同社はヴァージン・ギャラクティックの宇宙船を製造しており、他のバイヤーにも宇宙船を提供する予定である。提供されるスケールド・コンポジッツには、スペースシップツー（SS2）とホワイトナイトツー（WK2）が含まれている 。

## 歴史

### 2005年-2010年
同社は2005年に、バート・ルータンとリチャード・ブランソン、によって設立され、当初はヴァージン・グループとスケールドコンポジットが共同所有し、ヴァージン・ギャラクティックのヴァージン宇宙船のプログラムによって開発されたテクノロジーを所有していた。
ヴァージン・ギャラクティックは、スペースシップツーとホワイトナイトツーのローンチカスタマーであると発表された。ヴァージンは、最初にスペースシップツー５機とホワイトナイツツー２機を発注した。「商用旅客事業の最初の18か月間はシステムの独占使用」。2010年後半までに、同社はホワイトナイトツーを3機とスペースシップツーを5機を製造する計画を発表した。

### 2011年-現在
最初のWK2と最初のSS2はスケールド・コンポジッツによって製造されたので、TSCは、ヴァージン・ギャラクティック用の2番目のWK2航空機と2番目のSS2宇宙船の製造、また他の顧客が発生した場合の追加の航空機や宇宙船の製造に責任を負うことになった。ヴァージン・ギャラクティックは、ノースロップ・グラマンがまだ所有している30％の株式を取得することにより、2012年にTSCの100％の所有権を取得しました。
同社は2011年7月までに70人、2013年6月までに145人、2014年7月までに250人、2018年7月までに430人に増員した。
2013年6月、ダグ・シェーンはTSCに加わり、エグゼクティブVP兼ゼネラルマネージャーになりました。社長として５人を含むスケールド・コンポジッツで31年間のキャリアを終えました。。2014年7月、シェーンは会社の社長に任命されました。
2016年、TSC、ヴァージン・ギャラクティックおよびヴァージン・グループは、 ブーム・テクノロジーと協力して、大洋横断する超音速旅客機を開発すると発表した。
2018年2月までに、スペースシップ・カンパニーは、2019年にモデルを宇宙に送ることを目標に、「スペースシップツーのオリジナルデザインのプロトタイプを複製してテスト」していた。また、ヴァージン・ギャラクティックのモデルも製造してる。

## 宇宙船製造
2010年3月、スケールド・コンポジッツによるホワイトナイトツーとスペースシップツーの初期プロトタイプの製造に続いて、スペースシップ・カンパニーは、2010年に、航空機と宇宙船を商業生産に移行すると発表した。
2014年7月までに、TSCは2番目のスペースシップツー—VSS Unity—の製造を途中で終了し、2014年11月初旬の時点で65％完了している。ヴァージン・ギャラクティックは、2016年2月19日にVSS Unity公開した 。2018年5月に会社のTwitterアカウントでTSCが発表したところ、VSS Unityの後に、さらに2つの宇宙船が製造中であることが示された。

## 航空機製造
TSCは、ブームテクノロジーと協力して新しい超音速輸送機を制作しており、最初のプロトタイプは1/3サイズのBoom XB-1「Baby Boom」超音速デモンストレーターである。

## 生産設備
2010年11月、TSCは、カリフォルニア州モハーヴェのモハーヴェ航空宇宙港にある68,000平方フィート (6,300 m2)に新しい航空機組立工場に着工しました。製造施設は「生産が本格化したときに最大170人」を雇用することが期待されていました。
2011年7月、TSCは、「ヴァージンギャラクティック、そして最終的には他の顧客向けに、2番目のホワイトナイトツー（WK2）の最初のセクションと、複数のスペースシップツー（SS2）の最初のセクション」の生産を開始すると発表した。2011年秋に開始された「最終組み立て、統合、テスト格納庫」（FAITH）である。
2011年9月、TSCは予定通りUS$8,000,000で新工場の建設を完了した。新しい宇宙船（当初は3機のホワイトナイトツーと5機の小型のスペースシップツー）の生産も、その月の終わりまでに開始される予定であった。
FAITH格納庫は、WK2の一体型複合スパーとウイング、WK2とSS2の両方の胴体レイアップの製造に使用することを目的としており、「主要なメンテナンスにも使用され、会社の運営本部として機能する」。